# 外科医柊又三郎
『外科医柊又三郎』（げかい ひいらぎまたさぶろう）は、テレビ朝日系列で1995年7月6日 - 9月28日にかけて「木曜ドラマ」枠で放送されたテレビドラマ。
同年12月28日には総集編が放送され、1996年に2作目が放送された（後述）。

## 1作目

### キャスト

#### レギュラー
柊又三郎〈46〉：萩原健一
外科医。メスの腕は確かでアメリカでの活動歴もあり、最終話では彼の腕前に惚れ込んだ医師達からスカウトが来るほど。しかし自ら学究としての立場を捨て、肩書きのない一介の外科医の道を選んだ。飄々とした性格で、ハーモニカ演奏を得意とする。手術前と手術後に必ず北斗七星に向かって祈りを捧げる。家族は妻（演：岸恵子）と死別し、娘と二人で暮らしている。亡き妻をずっと思っているが、次第に涼子に惹かれていく。恋愛にはとても鈍い。愛車はマツダ・カペラ。
斉門純一〈28〉：保阪尚輝
外科医。当初は又三郎に反発するも、次第に又三郎の人柄にひかれていく。また、母親の手術の執刀医を又三郎に頼んだ事もある（第7話）。又三郎から執刀医としての腕を高く評価されている。又三郎同様に学究の道を捨て、一匹狼の外科医として生きていこうとするが、又三郎の勧めでアメリカに渡る。涼子に想いを寄せている。　
島津涼子〈32〉：高樹沙耶
外科医。斉門と同じく又三郎に反発するも、次第に異性として意識し始める。
水野文〈24〉：五十嵐いづみ　
看護師（外科病棟・オペ室担当）。斉門との出来事がきっかけで、又三郎の人柄を知る。
柊佳美〈20〉：上野美津恵
又三郎の娘で大学生。
北別府光太郎〈43〉：佐藤B作
病院事務局の事務長。「みほ」という娘がいる。　
見城実〈28〉：薬丸裕英
麻酔医。中原の腰巾着でもあり、又三郎を敵視している。
加藤勝之助〈69〉：根上淳
西郷総合病院院長。又三郎とは旧知で信頼している。又三郎によって病院に活気が戻り始めていた矢先、心臓発作で倒れてしまう（第9話）。
中原浩〈48〉：柴俊夫
自身の出世にしか興味がなく、オペで都合が悪くなると退室するという外科医。大学の助教授になるために病院を去るが…。
国弘：寺田農
急死した加藤の代わりに院長として着任するが、本心では中原と共に病院を乗っ取り又三郎を解雇することを考えていた。自らが肝臓ガンに冒されている事を知り、執刀を又三郎に依頼する。
赤星健太郎：緒形幹太
内科医。斉門とは仲がいい。後に水野にプロポーズする。
鈴木峰子：鷲尾真知子
看護師（外科病棟・オペ室兼外来婦長）。
今西京子：木村理恵
看護師（外科病棟・オペ室主任）。
吉永百合：池田有希子
事務秘書。箱入り娘のため、又三郎が何気なく言う言葉で感情的になることがある。
目方幸子：中里博美
江上翔子：安妙子
栖本陽子：深来雅映
吉井久美：黒川陽子
立原マキ：三井まき
当初は又三郎を敵視しており忌み嫌っていたが、第6話で病院に内緒でアルバイトをしていたところを又三郎に見られたことがきっかけで打ち解けるようになった。
深沢麻理：浅倉涼子
上記6名は看護師。
黒木徹：小栗雅弘
研修医。常にオネエ口調で喋っている。
北川高志：板倉光生
中原と共に去った見城の後任として病院へやってくる（第7話）。
藤木洋平：竹下恭司
佳美の彼氏。又三郎からはいつも「藤山」と苗字を間違えられている。
源さん：田山涼成
又三郎行きつけの居酒屋の大将。
久我奈々：星子佳
源さんの居酒屋のバイト。

### サブタイトル
| 各話                                             | 放送日        | サブタイトル         | 演出     | ゲスト | 視聴率 |
| ------------------------------------------------ | ------------- | -------------------- | -------- | --- | ------ |
| 第1話                                            | 1995年7月6日  | 魅せられる男         | 中野昌宏 | 井上良（伊藤大介）、泉本のり子（伊藤智子） 星野真理（大杉沙織）、中丸新将（佐藤秘書）大河内浩、平賀雅臣、中島元、須間一弥、松澤仁晶 | 14.3%  |
| 第2話                                            | 1995年7月13日 | 半分のマジック       | 中野昌宏 | 井上良（伊藤大介）、泉本のり子（伊藤智子） 星野真理（大杉沙織）、中丸新将（佐藤秘書）大河内浩、平賀雅臣、中島元、須間一弥、松澤仁晶 | 13.3%  |
| 第3話                                            | 1995年7月20日 | 思い過ごしも恋のうち | 松本健   | 槇ひろ子（大宮きぬ）、野仲功 | 15.2%  |
| 第4話                                            | 1995年7月27日 | 愛と青春の旅立ち     | 松本健   | 山田幸伸、西田静志郎、渡部司 | 11.2%  |
| 第5話                                            | 1995年8月3日  | 愛は、ここにある     | 松本健   | 白山照彦、網野あきら | 15.6%  |
| 第6話                                            | 1995年8月10日 | 女心はむずかしい     | 中野昌宏 | 飛鳥信、市川勇、池田晶子 | 15.8%  |
| 第7話                                            | 1995年8月17日 | かあちゃん!          | 松本健   | 絵沢萠子（斉門照子）、小山昌章、金佐知香                                                                                            | 11.4%  |
| 第8話                                            | 1995年8月24日 | パパとの夏休み       | 津崎敏喜 | 絵沢萠子（斉門照子）、小山昌章、金佐知香                                                                                            | 14.3%  |
| 第9話                                            | 1995年8月31日 | 悲しみよ、こんにちは | 津崎敏喜 | 関口信彦、大杉真也、佐野和敏 | 15.1%  |
| 第10話                                           | 1995年9月7日  | 本当に腹は黒いか     | 武藤数顕 | 柳谷寛、佐藤勝栄（現：勝栄）、樋口肇                                                                                                | 18.6%  |
| 第11話                                           | 1995年9月14日 | 罪と罰!              | 津崎敏喜 | 桜金造（関根万作）、長尾麻未、伊藤康二、 杉崎浩一、西凛太朗                                                                         | 19.4%  |
| 第12話                                           | 1995年9月21日 | できちゃったんです…  | 津崎敏喜 | 松村達雄（坂田修平）、中原ひとみ（坂田妙）                                                                                          | 14.2%  |
| 最終話                                           | 1995年9月28日 | グッドバイ           | 中野昌宏 | 高森由里子、Ronald Hoerr、Klaus Brenner                                                                                             | 14.6%  |
| 世帯平均視聴率 14.8％（ビデオリサーチ 関東地方） |               |                      |          | |        |

### 主題歌
- 「love me, I love you」B'z

### スタッフ
- 脚本：黒土三男
- 演出：中野昌宏、松本健、津崎敏喜、武藤数顕
- 演出監修：中野昌宏
- 音楽：旭純
- 医事監修：伊藤泰雄（杏林大学教授）
- 選曲：合田豊
- 技術協力：ビデオフォーカス
- スタジオ：東京メディアシティTMC-1
- プロデューサー：黒田徹也（テレビ朝日）、高橋勝（CUC）
- 協力：杏林大学
- 制作：テレビ朝日、CUC

## 2作目
1996年10月17日 - 12月19日にかけて放送された。この年の10月1日に岩手朝日テレビ（岩手県）が開局したことに伴い、テレ朝木曜ドラマ枠は東北6県同時ネット化を達成した。
一部の出演者が別役で出演しているほか、設定が「又三郎はアメリカではなくアフリカに居た」「妻は健在だが娘は登場しない」など変更されており、続編ではない。
本作は前作よりも視聴率が伸び悩んだ。

### キャスト
- 柊又三郎：萩原健一
- 香川たまみ：西田ひかる
- 矢島兆次：渡部篤郎
- 御子柴伸：ROLLY
- 青島奈美江：秋本奈緒美
- 神田志保：岡本麗
- 鮎川新之助：筧利夫
- 高倉：若松武
- 吉岡礼子：金久美子
- 新井絵美：池田有希子
- 柊麦子：宮崎美子
- 恒川孝文：佐藤B作
- 出口竜彦：柴俊夫
- 寺島今日子：八千草薫

### 主題歌
- 「Lookin' for the Promise Land」Panache

### スタッフ
- 原案：黒土三男
- 脚本：村橋明郎、高橋正康、福田靖、戸河内接吾
- 音楽：旭純
- プロデュース：黒田徹也
- 演出：松本健、津崎敏喜、杉山登
- 制作協力：CUC
- 制作著作：テレビ朝日

### 視聴率
| 各話                                             | 視聴率 |
| ------------------------------------------------ | ------ |
| 第1話                                            | 14.7%  |
| 第2話                                            | 12.1%  |
| 第3話                                            | 10.8%  |
| 第4話                                            | 13.8%  |
| 第5話                                            | 10.9%  |
| 第6話                                            | 10.9%  |
| 第7話                                            | 10.9%  |
| 第8話                                            | 10.5%  |
| 第9話                                            | 10.1%  |
| 第10話                                           | 10.4%  |
| 世帯平均視聴率 11.5％（ビデオリサーチ 関東地方） |        |